# جنگل (ترانه)
جنگل ترانه‌ای سرودهٔ ایرج جنتی عطایی، به خوانندگی داریوش اقبالی، آهنگسازی و تنظیم بابک بیات است. این ترانه در فیلم خورشید در مرداب به کارگردانی محمد صفار استفاده شد.

ایرج جنتی عطایی این ترانه را به یاد واقعه سیاهکل نوشت. داریوش می‌گوید مدتی به خاطر خواندن این‌گونه ترانه‌های سیاسی به زندان افتاد. جنتی عطایی در مصاحبه‌ای می‌گوید استفاده از ترانه‌های سیاسی به عنوان موسیقی فیلم حربه‌ای بود که در آن زمان برای فرار از سانسور دولتی به کار می‌بردند:
این ترانه در رابطه با سیاهکل سروده شده. در آن دوره در تهران پوستر چاپ شده بود و دنبال چریک‌ها می‌گشتند. بعد ماجرای تعقیب‌شان تو جنگل و تیراندازی‌هایی که پیش‌آمد و این موضوع که می‌گفتند بخشی از روستایی‌های آن‌جا هم کمک کرده بودند به پلیس، برای دستگیری چریک‌ها و آن‌ها هم البته اذیت و آزاری به روستایی‌ها نرسانده بودند. تمام این موضوعات و خبرها در من غلیان کرد و آن ترانه را نوشتم.— ایرج جنتی عطایی

## نمونه شعر
پُشتِ سر، پُشتِ سر،
پُشتِ سر جهنمه
روبرو، روبرو، قتلگاهِ آدمه
روح جنگل سیاه…